# Estniska finlandsfrivilliga

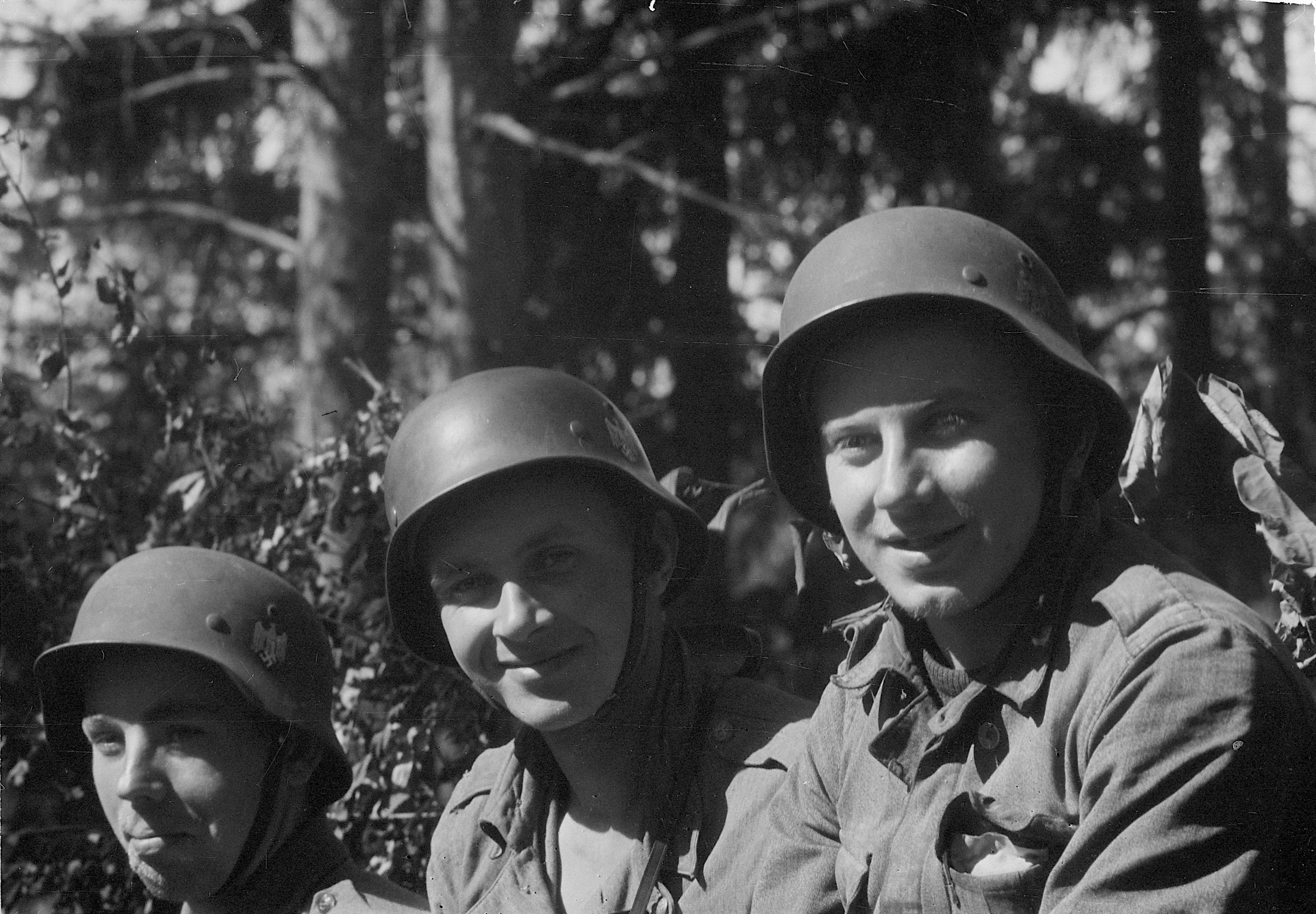
Estniska finlandsfrivilliga under Finska fortsättningskriget. Deras motto löd: ”För Finlands frihet och för Estlands ära”.

Estniska finlandsfrivilliga, (de så kallade finlandspojkarna, på estniska: soomepoisid och på finska: Suomen-pojat) var  estniska frivilliga soldater som stred i Finlands försvarsmakt under finska fortsättningskriget.
Under vintern 1943 blev det uppenbart för tyskarna att kriget höll på att gå åt skogen. Tyskland som vid den tidpunkten ockuperade bland annat Estland började strax efter den insikten antingen tvångsmobilisera estniska män till sin krigsmakt eller deportera dem till tvångsarbete i Tyskland. Vid mobiliseringen uppställdes för esterna ett eget förband, Estniska legionen, som skulle sättas in striderna långt borta i Kaukasus. Många inkallade estniska män blev till den grad förnärmade över att inte få kämpa i sitt eget fosterland att de valde istället att fly över till Finland och anmäla sig som frivilliga i Finlands armé.
Den första större strömmen av estniska frivilliga började anlända till Finland under vårvintern 1943, och det första de fick ta itu med var att genomgå en grundläggande militärutbildning. Av manskapet bildades sedan en bataljon som underställdes Infanteriregemente 47. Den andra större kontingenten frivilliga ester anlände under hösten 1943. Då deras militärutbildning var klar hade antalet estniska finlandsfrivilliga vuxit så att det befanns ändamålsenligt att sammanföra dem i ett eget frivilligförband, Infanteriregemente 200.
Infanteriregemente 200 hade sedermera framgångar bland annat på Karelska näset, där den i ett mycket kritiskt läge höll stånd mot Röda armén.
Det fanns även ett antal estniska frivilliga som tjänstgjorde i den Finländska marinen. Inte mindre än 10 % av marinens styrka utgjordes av frivilliga ester. Allt som allt fanns under de två sista krigsåren 3 355 estniska frivilliga soldater i Finland.
Med de ryska truppernas framryckning i juli 1944 i östra Estland försämrades de tyska styrkornas läge drastiskt, och från och med då tillät de även ester att kämpa för sitt eget fosterland. De tyska styrkorna i Estland behövde all hjälp de kunde få. Estniska frivilliga i Finland skulle benådas om de kom tillbaka och kämpade för sitt eget hemland istället. Cirka 1 800 estniska finlandsfrivilliga nappade på erbjudandet och återvände till hemlandet. Manskapet som återvände från Finland till Estland kämpade tappert, men blev till slut tvungna att kapitulera. De hade dock inte kämpat förgäves, ty tack vare deras hårdnackade motstånd hann flera av Estlands intellektuella fly ut ur landet.
I de för Finland tunga fredsvillkoren efter fortsättningskriget ingick en hemlig klausul om att de estniska frivilliga soldaterna som var kvar i Finland skulle utlämnas till Sovjetunionen. I största hemlighet hjälpte dock många finländska militärer ett otal estniska frivilliga att fly över till Sverige. De estniska finlandsfrivilliga som hade återvänt eller blivit tvångsdeporterade från Sverige genom baltutlämningen till Estland dömdes, efter kriget, som regel till döden eller till tvångsarbetsläger i 15 år någonstans i Sovjetunionen. Strax efter Sovjetunionens ledare Josef Stalins bortgång 1953 benådades alla estniska soldater som hade deltagit i andra världskriget.
Förlusterna för estniska finlandsfrivilliga belöpte sig till cirka 200 stupade.